# نیکلاس شتروا
نیکلاس شتروا (بلغاری: Николина Павлова Щерева؛ زادهٔ ۲۱ ژانویهٔ ۱۹۵۵) دونده دو نیمه‌استقامت، و ورزشکار دو و میدانی اهل بلغارستان است.